# Elias Rapieque
Elias Jose Rapieque (* 25. Februar 2004) ist ein deutscher Basketballspieler.

## Laufbahn
Der jüngere Bruder von Evans Rapieque stammt aus dem Nachwuchs von Alba Berlin. Berlins Trainer Israel González setzte Rapieque in der Basketball-Bundesliga erstmals im Mai 2022 ein, ein weiteres Bundesliga-Spiel bestritt er in der Saison 2021/22, das die Berliner mit dem Gewinn der deutschen Meisterschaft abschlossen, nicht. Im Mai 2022 und im Mai 2023 gewann Rapieque mit der U19-Mannschaft des Vereins den Meistertitel in der Nachwuchs-Basketball-Bundesliga. Am 20. Juli 2023 gab Alba Berlin den Abschluss eines Fünfjahresvertrag mit Rapieque bekannt und nahm ihn damit fest in die Bundesligamannschaft auf.
Zur Saison 2025/26 wechselte er an die US-Hochschule Kansas State University.

### Nationalmannschaft
2023 und 2024 nahm er an der U20-Europameisterschaft teil. Bei dem Turnier im Juli 2024 war Rapique mit 10,9 Punkten je Begegnung der beste Korbschütze der deutschen Mannschaft.